# Olimpius (uzurpator)
Olympius (d. 652) a fost exarh bizantin de Ravenna de la anul 649 până la moarte și uzurpator bizantin. Anterior obținerii funcției de exarh, Olympius a fost șambelan imperial la Constantinopol.
În 649, potrivit Liber Pontificalis, împăratul bizantin Constans al II-lea i-a ordonat lui Olympius să îl aresteze pe papa Martin I, pe motiv că alegerea papală nu fusese supusă aprobării imperiale. Constans era deranjat de faptul că papa Martin condamnse erezia monotelită; împăratul se temea că măsura urma să reaprindă disputele religioase care răvășiseră Imperiul. Olympius a încercat să obțină sprijinul cetățenilor din Roma, ca și pe al episcopilor din regiunea; de asemenea, el miza pe posibilitatea asasinării episcopului de Roma. Niciuna dintre acestea nu avea să se bucure de succes.
În cele din urmă, Olympius a hotărât să își schimbe tabăra și s-a alăturat papei, declarându-se în același timp împărat. El a pornit un marș asupra Siciliei în 652, fie pentru a se confrunta cu sarazinii, fie cu forțele bizantine legaliste de acolo. Armata sa a fost însă lovită de o boală necunoscută, care l-a răpus chiar și pe el în același ani.